# Flint Ridge
Flint Ridge ist ein bis zu 995 m hoher und nordsüdlich ausgerichteter Gebirgskamm im ostantarktischen Viktorialand. In der Asgard Range ragt er unmittelbar nördlich des Commonwealth-Gletschers auf.
Das Advisory Committee on Antarctic Names benannte ihn 1973 nach Lawrence A. Flint, im Jahr 1972 Manager des Berg Field Center für geologische Forschung auf der McMurdo-Station im Rahmen des United States Antarctic Program.